# Kościół Świętego Krzyża w Raciborzu
Kościół Świętego Krzyża w Raciborzu – katolicki kościół parafialny znajdujący się w Raciborzu (Studziennej). Funkcjonuje przy nim Parafia Krzyża Świętego.

## Historia
Studzienna należała przed zbudowaniem kościoła do parafii św. Mikołaja. Obecną świątynię wybudowano w latach 1906−1907 i nosiła ona początkowo wezwanie św. Jana Nepomucena. W 1918 ustanowiono tu lokalię z własnym duszpasterzem. Samodzielna parafia powstała przy kościele 1 maja 1929, a jej pierwszym proboszczem był ks. Franciszek Melzer (1918-1972). W 1933 obiekt został rozbudowany o transept i nowe prezbiterium. Konsekrowano go pod obecnym wezwaniem 12 maja 1935.